# گمشده در جنگل
گمشده در جنگل (انگلیسی: Lost in the Wild) عنوان فیلمی است ماجرایی، محصول ۱۹۹۳ میلادی به کارگردانی لری شا و بازی جنیفر لوپز و لیندسی واگنر.